# Saint-Ouen-sous-Bailly
Saint-Ouen-sous-Bailly is een gemeente in het Franse departement Seine-Maritime (regio Normandië) en telt 187 inwoners (1999). De plaats maakt deel uit van het arrondissement Dieppe.

## Geografie
De oppervlakte van Saint-Ouen-sous-Bailly bedraagt 5,2 km², de bevolkingsdichtheid is 36,0 inwoners per km².
De onderstaande kaart toont de ligging van Saint-Ouen-sous-Bailly met de belangrijkste infrastructuur en aangrenzende gemeenten.

## Demografie
Onderstaande figuur toont het verloop van het inwonertal (bron: INSEE-tellingen).